# John Ruskin
John Ruskin (London, 1819. február 8. – Coniston, Cumbria, Anglia, 1900. január 20.) angol művészeti író, festő és esztéta. A modern kortárs művészek pártfogója.

## Élete, munkássága
Pályája első szakaszán kora modern festőiről írt többkötetes tanulmányaiban az akadémikus felfogással szemben az új művészeti irányok mellett tört lándzsát. Elsőként William Turner festészetének lelkes védelmével keltett nagy feltűnést. Támogatta a preraffaeliták és a modern iparművészek törekvéseit. Kiállt a régi értékek megőrzése mellett, a középkori kézművesség visszaállítását, művészi ipari műhelyek szervezését propagálta. Az utópista szocializmushoz közeledő szemléletében konzervatív, romantikus vonások is keveredtek; a vallás és szépség szellemében történő nevelés elvét hirdette (Velence kövei, Szezámok és liliomok).

## Magyarul
- Velencze kövei (Stones of Venice); ford Geőcze Sarolta; Akadémia, Bp., 1896–1898. 3 kötetben[11]
- Ruskin János: "... az utolsónak is ... annyit, mint neked". A politicai oeconomia alapelveiről szóló négy értekezés; ford. Ibos József; Franklin, Bp., 1904
- Szezámok és liliomok (Sesame and lilies); ford. Farkas Klára; Kisfaludy Társaság, Bp., 1911. 225 p.
- Előadások a művészetről; ford. Éber László; Révai, Bp., 1934. 50 p. ill.
- A XIX. század viharfelhője. Válogatott írások; vál. Csuka Botond, Déri Ákos, Keresztes Balázs, tan. Gyenge Zoltán; Typotex, Bp., 2018